# ريتشي كونينغهام
ريتشي كونينغهام (بالإنجليزية: Richie Cunningham)‏ هو لاعب كرة قدم أمريكية أمريكي، ولد في 18 أغسطس 1970 في هوما في الولايات المتحدة.

## وصلات خارجية
- ريتشي كونينغهام على موقع مرجع كرة القدم المحترفة.كوم (الإنجليزية)